# Timestamp

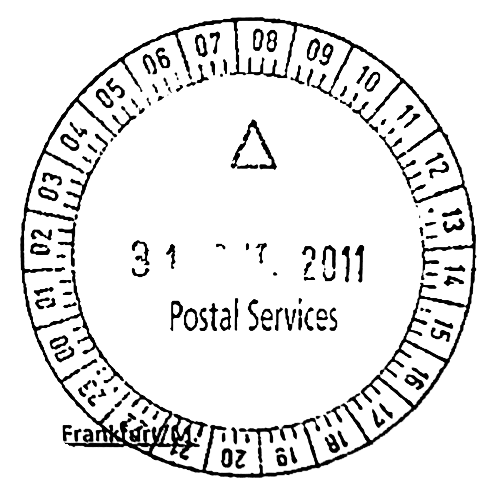
Штамп на листі. По центру дата, на колі — час, коли цей лист було отримано поштовим відділенням.

Мітка часу (дослівно з англ. печатка/відмітка про час) також позначка часу — це послідовність символів або закодованої інформації, що показує, коли відбулася певна подія. Зазвичай показує дату і час (іноді з точністю до часток секунди).
Термін прийшов від гумових печаток, що використовуються в офісах, на пошті, щоб надрукувати поточну дату (іноді і час) підпису паперових документів або записати, коли документ був прийнятий. Типові приклади мітки часу — штемпель на листі.
Зараз використання терміна розширилося на цифрову інформацію. Наприклад, комп'ютерні файли містять позначки, які показують, коли останній раз змінювався файл; цифрові камери додають мітки часу, коли вони були зроблені, до зображень. Також timestamp вживається в BSOD. Наприклад:
```
***nvlddmkm.sys Address FFFFFFFF base at FFFFF000, TimeStamp 53ad7b60
```

Timestamp використовується при цифровому підписі. Timestamp дуже корисний для журналювання подій.
Приклади
```
2005-10-30 10:45
Sat Jul 23 02:16:57 2005
20140812003842
```

Багато джерел також використовують термін timestamp, маючи на увазі POSIX-час, тобто кількість секунд що минула з 00:00:00 UTC 1 січня 1970 року.

## Історія
Ідея використання часового штампу («timestamping») інформації актуальна досить давно. Наприклад, коли Роберт Гук відкрив свій закон у 1660 році, він не хотів його публікувати, але хотів зберегти своє право на авторство. Тому він спочатку випустив анаграму ceiiinosssttuv і пізніше опублікував переклад ut tensio sic vis (лат. пружність, як сила). Схожа ситуація трапилася з Галілеєм, в його дослідженнях фаз Венери спершу була опублікована анаграма.
Сучасний приклад — дослідної організації може знадобитися довести, що їх ідея була розроблена до певної дати. Один із способів рішення — перенести все на комп'ютер і записати в лабораторний зошит зашифрований ключ цілісності даних. Надалі, для перевірки, що файл в сховищі не змінювався, вам треба буде перерахувати зашифрований ключ і порівняти його із ключем в лабораторному зошиті.

## Довіра електронній позначці часу

Отримання часової мітки (timestamp) від довіреної третьої особи.

Електронна відмітка — це спосіб достовірно стежити за часом створення і модифікації документа. «Достовірно» тут означає, що ніхто, навіть власник цього документа, не в змозі змінити створену одного разу  інформацію так, щоб її цілісність не порушилася. Адміністративна сторона включає прозору збірку управління відмітками часу, їх створення і оновлення.
Захищена позначка часу — це позначка, видана при свідках. Trusted third party (TTP) веде себе як timestamping authority (TSA). Це використовується для підтвердження існування певних даних до певного моменту часу (контракти, дані дослідження, медичні записи і т. ін.) без можливості дописування заднім числом. Складні TSA можуть використовуватися для підвищення надійності і зменшення уразливості.

### Створення часової мітки
При цифровому підписі — timestamp посилається на time code або digitally signed timestamp, які призначені для підтвердження існування певного документа в певний час
Ця техніка заснована на цифрових підписах і хеш-функції. Спочатку обчислюється хеш даних. Хеш — свого роду цифрова контрольна сума файлу оригінальних даних: інший рядок бітів для встановлених даних. Якщо оригінальні дані були змінені, то вийде вже повністю інший хеш. Цей хеш надсилається TSA, TSA генерує timestamp хеш і обчислює хеш цього об'єднання. Цей хеш, наприклад, може бути підписано у цифровій формі з приватним ключем TSA. Цей підписаний хеш і timestamp повертаються на підписаний бік timestamp, який зберігає їх з оригінальними даними (див. діаграму).
Згодом оригінальні дані не можуть бути вирахувані з хешу (оскільки хеш-функція є функцією в одну сторону (незворотною)), TSA ніколи не бачить оригінальні дані, які допускається використовувати в цьому методі для конфіденційних даних.

### Перевірка часової мітки

Перевірка часової мітки, згенерованої TSA.

Всі, хто довіряє творцеві часової мітки (TSA), можуть переконатися, що документ вже існував на момент часу, який був представлений творцем. Також є незаперечним той факт, що оригінальні дані належали особі, яка створила запит на електронну позначку часу, саме в момент створення цієї електронної відмітки. Для доказу цього (див. діаграму) обчислюється хеш оригінальних даних, до нього додається timestamp, отриманий від TSA, і обчислюється хеш цього об'єднання, назвемо його хешем A.
Потім перевіряється цифровий підпис TSA шляхом дешифрування підписаного хешу, отриманого від TSA, з допомогою відкритого ключа TSA. У результаті виходить дешифрований хеш, який назвемо хешем B. Якщо хеш A ідентичний хешу B, значить, електронна відмітка часу не зазнавала змін і була випущена TSA. Якщо хеш не збігаються, можна стверджувати, що або електронна відмітка часу була змінена, або вона не була випущена TSA.

## Дивись також
- Криптографія
- Комп'ютерна безпека
- Time Stamp Protocol